# Accade (Francesco Bianconi)
Accade è il secondo album solista di Francesco Bianconi, pubblicato il 28 gennaio 2022 con doppia etichetta Ponderosa Music Records e BMG Rights Management.

## Tracce
1. Io sono (scritta per Paola Turci) – 3:17 (Francesco Bianconi, Giuseppe Rinaldi)
2. Playa (feat. Baby K, cover di Baby K) – 4:48 (testo: Claudia Nahum, Davide Petrella, Federica Abbate – musica: Stefano Tognini, Davide Petrella, Federica Abbate)
3. La cometa di Halley (scritta per Irene Grandi) – 4:39 (testo: Francesco Bianconi – musica: Francesco Bianconi e Irene Grandi)
4. Ti ricordi quei giorni (cover di Francesco Guccini) – 3:37 (Francesco Guccini)
5. I capolavori di Beethoven – 3:40 (Francesco Bianconi, Giuseppe Rinaldi, Mario Venuti)
6. Domani è un altro giorno (cover dell'omonimo brano cantato da Ornella Vanoni, su testo scritto da Giorgio Calabrese, cover di The Wonders You Perform, scritta da Jerry Chesnut per la cantante statunitense Tammy Wynette) – 3:10 (testo: Giorgio Calabrese, – musica: Jerry Chesnut)
7. Bruci la città (scritta per Irene Grandi) – 3:29 (testo: Francesco Bianconi e Irene Grandi – musica: Francesco Bianconi)
8. L'odore delle rose (cover dei Diaframma) – 3:21 (Federico Fiumani)
9. Michel (feat. Lucio Corsi, cover di Claudio Lolli) – 5:59 (Claudio Lolli)
10. Quello che conta (cover di Luigi Tenco) – 3:20 (testo: Luciano Salce – musica: Ennio Morricone)

## Formazione
- Francesco Bianconi: voce, produzione (tracce 2-10)
- Titti Santini: produzione (tracce 1-10)
- Baby K: voce (traccia 2)
- Lucio Corsi: voce (traccia 9)